# Tikva (Nova Varoš)
Pour les articles homonymes, voir Tikva.
Tikva (en serbe cyrillique : Тиква) est un village de Serbie situé dans la municipalité de Nova Varoš, district de Zlatibor. Au recensement de 2011, il comptait 66 habitants.